# Утуликское муниципальное образование
Утули́кское муниципа́льное образова́ние — сельское поселение в составе
Слюдянского района Иркутской области Российской Федерации.
Административный центр — посёлок Утулик . Включает 5 населённых пунктов.

## Границы
Согласно закону от 2 декабря 2004 года № 72 «О статусе и границах муниципальных образований Слюдянского района Иркутской области»

…Граница Утуликского муниципального образования с севера проходит по берегу оз. Байкал. С запада муниципальное образование граничит со Слюдянским муниципальным образованием. Граница начинается от оз. Байкал и идёт в юго-западном направлении до р. Зимовейная, далее поворачивает на северо-запад и следует до отметки 1550 м, затем ломаной линией идёт до границы Республики Бурятия. Южная граница муниципального образования проходит по границе муниципального образования „Слюдянский район“ с Республикой Бурятия. С востока Утуликское муниципальное образование граничит с Байкальским муниципальным образованием. Граница начинается от границы Республики Бурятия в районе истока р. Рассоха и идёт в северо-западном направлении на расстоянии 12 км 20 м по левому берегу р. Бабха. Далее граница следует до автодороги М-55 „Байкал“ „Иркутск — Чита“ и выходит на 142 км + 200 м. Затем проходит по автодороге в сторону Улан-Удэ до моста через р. Бабха, далее граница проходит по правому берегу р. Бабха до оз. Байкал».

## Население
| 2010  | 2011  | 2012  | 2013  | 2014  | 2015  | 2016  |
| ----- | ----- | ----- | ----- | ----- | ----- | ----- |
| 1091  | ↗1093 | ↗1136 | ↗1224 | ↗1245 | ↘1222 | ↗1261 |
| 2017  |       |       |       |       |       |       |
| ↘1237 |       |       |       |       |       |       |

## Состав сельского поселения
В состав муниципального образования входят 5 населенных пунктов:
| № | Населённый пункт | Тип населённого пункта          | Население |
| - | ---------------- | ------------------------------- | --------- |
| 1 | Бабха            | посёлок                         | ↘1        |
| 2 | Мангутай         | посёлок                         | →93       |
| 3 | Муравей          | посёлок                         | ↗22       |
| 4 | Орехово          | посёлок                         | →11       |
| 5 | Утулик           | посёлок, административный центр | ↗1009     |